# Cadre-71/2-Europameisterschaft 2011

Logo CEB (ausrichtender Verband)

Die Cadre-71/2-Europameisterschaft 2011 war das 56. Turnier in dieser Disziplin des Karambolagebillards und fand vom 18. bis zum 22. Mai 2011 in Haarlo, einem Ortsteil von Berkelland statt. Es war die zwölfte Cadre-71/2-Europameisterschaft in den Niederlanden.

## Geschichte
Diese Europameisterschaft wurde als Supercup der klassischen Disziplinen (Cadre 47/2, Cadre 71/2 und Einband) im niederländischen Haarlo ausgetragen. Es siegte zum dritten Mal in Cadre 71/2 Henri Tilleman aus den Niederlanden.

## Modus
Gespielt wurde in zwei Gruppen à 4 Teilnehmer. Die Gruppensieger und die Gruppenzweiten qualifizierten sich für die KO-Runde. Es wurde bis 250 Punkte gespielt. Platz drei wurde nicht ausgespielt.
Die Qualifikationsgruppen wurden nach Rangliste gesetzt. Es gab außer dem Titelverteidiger keine gesetzten Spieler mehr für das Hauptturnier.
1. MP = Matchpunkte
2. GD = Generaldurchschnitt
3. HS = Höchstserie

## Gruppenphase
| MP    | Match Points (Sieger = 2; Unentschieden = 1; Verlierer = 0) |
| Pkte. | Erzielte Karambolagen                                       |
| Aufn. | Benötigte Versuche                                          |
| GD    | Generaldurchschnitt                                         |
| BED   | Bester Einzeldurchschnitt eines Spielers                    |
| HS    | Höchstserie                                                 |
|       | Bester GD des Turniers                                      |
|       | Bester ED des Turniers                                      |
|       | Beste HS des Turniers                                       |
|       | 1. Platz (Gold)                                             |
|       | 2. Platz (Silber)                                           |
|       | 3. Platz (Bronze)                                           |

| Gruppe A | Gruppe A         | Gruppe A | Gruppe A | Gruppe A | Gruppe A | Gruppe A | Gruppe A |
| Platz    | Name             | MP       | Pkt.     | Aufn.    | GD       | BED      | HS       |
| -------- | ---------------- | -------- | -------- | -------- | -------- | -------- | -------- |
| 1        | Xavier Gretillat | 6:0      | 750      | 19       | 39,47    | 62,50    | 191      |
| 2        | Patrick Niessen  | 4:2      | 696      | 10       | 69,90    | 125,00   | 250      |
| 3        | Marek Faus       | 2:4      | 560      | 18       | 31,11    | 50,00    | 185      |
| 4        | Raúl Cuenca      | 0:6      | 250      | 11       | 22,72    | –        | 87       |

| Gruppe B | Gruppe B           | Gruppe B | Gruppe B | Gruppe B | Gruppe B | Gruppe B | Gruppe B |
| Platz    | Name               | MP       | Pkt.     | Aufn.    | GD       | BED      | HS       |
| -------- | ------------------ | -------- | -------- | -------- | -------- | -------- | -------- |
| 1        | Esteve Mata        | 6:0      | 750      | 11       | 68,18    | 0 83,33  | 164      |
| 2        | Henri Tilleman     | 4:2      | 712      | 23       | 30,95    | 0 31,25  | 164      |
| 3        | Mikael Devogelaere | 2:4      | 643      | 18       | 35,72    | 0 35,71  | 129      |
| 4        | Peter Volleberg    | 0:6      | 620      | 22       | 28,18    | –        | 119      |

## KO-Phase
|  | Halbfinale       | Halbfinale | Halbfinale | Halbfinale | Halbfinale | Halbfinale |                |                 | Finale | Finale | Finale | Finale | Finale | Finale |
|  |                  |            |            |            |            |            |                |                 |        |        |        |        |        |        |
|  |                  | MP         | Pkte.      | Aufn.      | ED         | HS         |                |                 |        |        |        |        |        |        |
|  |                  | MP         | Pkte.      | Aufn.      | ED         | HS         |                |                 |        |        |        |        |        |        |
|  | Xavier Gretillat | 0          | 45         | 6          | 7,50       | 19         |                |                 |        |        |        |        |        |        |
|  | Xavier Gretillat | 0          | 45         | 6          | 7,50       | 19         |                | MP              | Pkte.  | Aufn.  | ED     | HS     |        |        |
|  | Henri Tilleman   | 2          | 250        | 6          | 41,66      | 181        |                | MP              | Pkte.  | Aufn.  | ED     | HS     |        |        |
|  | Henri Tilleman   | 2          | 250        | 6          | 41,66      | 181        | Henri Tilleman | 2               | 250    | 4      | 62,50  | 108    |        |        |
|  |                  | MP         | Pkte.      | Aufn.      | ED         | HS         | Henri Tilleman | 2               | 250    | 4      | 62,50  | 108    |        |        |
|  |                  | MP         | Pkte.      | Aufn.      | ED         | HS         |                | Patrick Niessen | 0      | 104    | 4      | 26,00  | 77     |        |
|  | Esteve Mata      | 0          | 205        | 4          | 51,25      | 104        |                | Patrick Niessen | 0      | 104    | 4      | 26,00  | 77     |        |
|  | Esteve Mata      | 0          | 205        | 4          | 51,25      | 104        |                |                 |        |        |        |        |        |        |
|  | Patrick Niessen  | 2          | 250        | 4          | 62,50      | 185        |                |                 |        |        |        |        |        |        |
|  | Patrick Niessen  | 2          | 250        | 4          | 62,50      | 185        |                |                 |        |        |        |        |        |        |

## Abschlusstabelle
| Phase                                | Platz | Name               | MP  | Pkt. | Aufn. | GD    | BED    | HS  |
| ------------------------------------ | ----- | ------------------ | --- | ---- | ----- | ----- | ------ | --- |
| Finale                               | 1     | Henri Tilleman     | 8:2 | 1212 | 33    | 36,72 | 62,50  | 181 |
| Finale                               | 2     | Patrick Niessen    | 6:4 | 1050 | 18    | 58,33 | 125,00 | 250 |
| Halb- finale                         | 3     | Esteve Mata        | 6:2 | 955  | 15    | 62,66 | 83,33  | 164 |
| Halb- finale                         | 3     | Xavier Gretillat   | 6:2 | 795  | 25    | 31,80 | 62,50  | 191 |
| Gruppen- phase                       | 5     | Mikael Devogelaere | 2:4 | 643  | 18    | 35,72 | 35,71  | 129 |
| Gruppen- phase                       | 6     | Marek Faus         | 2:4 | 560  | 18    | 31,11 | 50,00  | 185 |
| Gruppen- phase                       | 7     | Peter Volleberg    | 0:6 | 620  | 22    | 28,18 | –      | 119 |
| Gruppen- phase                       | 8     | Raúl Cuenca        | 0:6 | 250  | 11    | 22,72 | –      | 87  |
| Turnierdurchschnitt: Endrunde: 38,03 |       |                    |     |      |       |       |        |     |